# Stefan Diekwisch
Stefan Diekwisch (* 26. Dezember 1946) ist ein deutscher Wirtschaftswissenschaftler und Politiker (FDP).

## Leben
Nach dem Abitur studierte Diekwisch Wirtschaftswissenschaften. 1974 wurde er an der Albert-Ludwigs-Universität Freiburg mit der Arbeit Das Zeitmoment in der antizyklischen Finanzpolitik der Bundesrepublik promoviert.
Diekwisch schloss sich der FDP an und amtierte von 1986 bis 1988 als Staatssekretär im Ministerium für Bundesangelegenheiten und vom 9. November 1988 bis zum 21. Juni 1990 als Staatssekretär im Innenministerium des Landes Niedersachsen. Anfang der 1990er-Jahre vertrat er eine sozialliberale Politik. Er wurde 1991 als Nachfolger von Heinrich Jürgens zum Landesvorsitzenden der FDP Niedersachsen gewählt und kurze Zeit später als Spitzenkandidat seiner Partei für die Landtagswahl im März 1994 aufgestellt. Bei der Landtagswahl erreichten die Freidemokraten jedoch nur 4,4 % der Stimmen und konnten die Fünf-Prozent-Hürde nicht überspringen. Daraufhin stellte Diekwisch sich nicht mehr als FDP-Landesvorsitzender zur Verfügung und wurde in dieser Funktion durch Walter Hirche abgelöst.
Diekwisch wurde auf dem Bundesparteitag 1992 als Beisitzer in den Bundesvorstand gewählt. Nach einer Wiederwahl auf dem Parteitag 1993 kandidierte er 1995 nicht mehr und schied aus dem Vorstand aus.
Heute ist er Geschäftsführer der Unternehmensberatung Diekwisch Consulting – Wirtschaft und Verwaltung GmbH in Isernhagen.

## Schriften
- Das Zeitmoment in der antizyklischen Finanzpolitik der Bundesrepublik. rer. soz. Diss. Freiburg im Breisgau 1974.
- Recht und Pflicht. Von der Freiheit eines Rechtspolitikers. Beiträge zu 20 Jahren Rechtspolitik. Detlef Kleinert zum 60. Geburtstag. Grütter, Ronnenberg 1992.